# Будинок на вулиці Вірменській, 31 (Львів)
Будинок на вулиці Вірменській, 31 (конскрипційний № 128; інша адреса — вул. Лесі Українки, 34) — житловий будинок XVIII століття, пам'ятка архітектури місцевого значення (охоронний № 28). Розташований в історичному центрі Львова, на вулиці Вірменській.

## Історія
На місці сучасного будинку первісно була кам'яниця Якуба злотника (Якубовичівська), наприкінці XVIII століття тут звели новий будинок у стилі французького класицизму. Пізніше внаслідок перебудов кам'яниця отримала значно скромніше декорування у стилі бідермайєр.
Станом на 1871 рік власником будинку значився Ашер Люфт, у 1889 році — Ашер і Сара Люфт, у 1916 році — Сара Леа Люфт, у 1934 році — Розалія Кауфман.
Наприкінці 1980-х років на першому поверсі будинку відкрилося перше у Львові вірменське кафе «Арарат-Урарту» з оформленням роботи львівського художника Тараса Левківа. Ковану вхідну браму виготовив львівський коваль Олег Боньковський. Пізніше, у 2010—2016 роках, на місці кафе діяла піцерія «Белла Чао», у 2016—2019 роках — ресторан «КарпатSка» мережі «Good Food House» (закрився 31 січня 2019 року). У листопаді 2019 на цьому місці відкрився коктейль-бар «Sino».

## Опис
Будинок чотириповерховий, майже прямокутний у плані. Фасад симетричний, шириною в чотири вікна, розкріпований вертикально рустованими лізенами по центральній осі та з країв. На першому поверсі симетрично розташовані два аркові портали. Вікна другого поверху прорізані до підлоги та мають невеликі балкончики із кованими решітками.